# Ledûb Volleybal Festival
Het Ledûb Volleybal Festival, voorheen Ledûb Volleybal Toernooi, is een volleybaltoernooi dat voor het eerst in 1971 door Ledûb Volleybal uit Budel werd georganiseerd. Sindsdien is het een jaarlijks terugkerend evenement. Wat als een gezellig dagje buiten volleyen begon, is in de loop der jaren uitgegroeid tot een internationaal toernooi, met bijkomend optredens van bands en dj's, beachvolleybal en een camping.

## Heden
Nog steeds is de organisatie in handen van Ledûb Volleybal en wordt het toernooi gehouden op het sportpark te Budel. Met ruim 280 teams die op zo'n 65 velden van eredivisie- tot recreantenniveau volleyballen, mag dit toernooi zich een van de grootste van Nederland noemen.
Het toernooi is uitgegroeid tot een internationale gebeurtenis met volleybalploegen uit Nederland, België, Engeland en Duitsland. Verder zijn er in het verleden teams geweest uit Rusland, Polen, Tsjechië, Curaçao en de VS.